# Барренечеа, Энцо
Энцо Алан Томас Барренечеа (исп. Enzo Alan Tomás Barrenechea; род. 11 мая 2001, Вилья-Мария, Кордова) — аргентинский футболист, опорный полузащитник английского клуба «Астон Вилла», выступающий на правах аренды за лиссабонскую «Бенфику».

## Карьера

### Молодёжная карьера
Воспитанник аргентинского клуба «Ньюэллс Олд Бойз». В августе 2019 года аргентинский футболист перебрался в швейцарский «Сьон» за 3.1 миллиона евро. В клубе футболист отправился выступать во вторую команду, которая принимала участие в Первой лиге Промоушен. Провёл за резервную команду 7 матчей за сезон.

### «Ювентус»

#### Начало карьеры
В январе 2020 года футболист перешёл в итальянский «Ювентус». Первоначально аргентинский футболист являлся игроком команды до 19 лет. В 2020 году стал подтягиваться к играм с резервной командой. Дебютировал за команду 25 октября 2020 года в матче против клуба «Луккезе». В мае 2021 года получил травму крестообразных связок и выбыл из распоряжения клуба на более чем полгода. В феврале 2022 года вернулся в строй резервной команды. В ноябре 2022 года впервые попал в заявку основной команды на матч Лиги чемпионов УЕФА против «Пари Сен-Жермен». Дебютировал за клуб в этом же матче 2 ноября 2022 года, заменив на 88 минуте Хуана Куадрадо. Футболист впервые попал в стартовый состав туринского клуба 28 февраля 2023 года на матч против «Торино», проведя на поле 69 минут, тем самым дебютировав в итальянской Серии A. Всего за сезон провёл 5 матчей за основную команду туринского клуба во всех турнирах, результативными действиями не отличившись, практически весь сезон проведя в молодёжной команде.

#### Аренда в «Фрозиноне»
В августе 2023 на правах арендного соглашения футболист перешёл в клуб «Фрозиноне» до конца сезона. Дебютировал за клуб 19 августа 2023 года в матче против «Наполи», выйдя на замену на 86 минуте. Дебютный гол за клуб футболист забил 19 декабря 2023 года в матче Кубка Италии против «Наполи».